# Гексаборан(12)
Гексаборан(12) — бинарное неорганическое соединение
бора и водорода с формулой B6H12,
бесцветная жидкость,
медленно разлагается уже при комнатной температуре,
присутствие воды ускоряет разложение.

## Получение
- При пропускании электрической искры через диборан образуется в смеси с другими бороводородами.

- Действие полифосфорной кислоты на (CH3)4NB3H8.

## Физические свойства
Гексаборан(12) образует бесцветную жидкость.
Стабильность гексаборана(12) увеличивается с увеличением чистоты.
Структура гексаборана(12) экспериментально не определена.

## Химические свойства
- Реагирует с водой:

{\displaystyle {\mathsf {B_{6}H_{12}+6H_{2}O\ {\xrightarrow {}}\ 2H_{3}BO_{3}+B_{4}H_{10}+4H_{2}\uparrow }}}
- Разлагается в присутствии диметилового эфира:

{\displaystyle {\mathsf {2B_{6}H_{12}\ {\xrightarrow {(CH_{3})_{2}O}}\ 2B_{5}H_{9}+B_{2}H_{6}}}}